# Assassinato de Erkut Akbay
O assassinato de Erkut Akbay ocorreu em Lisboa, em Junho de 1982. Erkut Akbay, um adido administrativo turco de 40 anos, foi assassinado perto de sua casa, quando voltava para almoçar. Erkut e sua esposa, Nadide Akbay de 39 anos, foram alvejados enquanto estavam sentados no seu carro. Erkut morreu no local devido aos ferimentos, enquanto que sua esposa Nadide foi levada às pressas para um hospital em coma, passando por uma cirurgia. Ela acabaria por morrer após oito meses em coma, a 11 de janeiro de 1983 no Hospital de Ancara. 
A autoria do ataque acabaria por ser assumida por um grupo chamado Comandos de Justiça do Genocídio Armênio. 
Este assassinato seria um dos motivos que levaria a criação do Serviço de Informação e Segurança em 1986.